# Melanie Leishman
 (juillet 2011).
Si vous disposez d'ouvrages ou d'articles de référence ou si vous connaissez des sites web de qualité traitant du thème abordé ici, merci de compléter l'article en donnant les références utiles à sa vérifiabilité et en les liant à la section « Notes et références ».
Pour les articles homonymes, voir Leishman.
Melanie Leishman est une actrice canadienne née le 20 février 1989.

## Biographie
Melanie Leishman commença à pratiquer le chant et la danse à l'âge de 8 ans.
Elle était dans sa première pièce pour assister le North York Montessori, en 3e année elle met en vedette Annie pour la comédie musicale Annie.
Elle est diplômée du Cardinal Carter Academy for the Arts, elle a fréquenté Earl Haig Secondary School. Melanie Leishman a été dans le programme de Claude Watson Arts. Ensuite elle a continué ses études à l'université de  Lee Strasberg Theatre Institute .
Elle a été nommée à  Young Artist Awards pour la meilleure performance dans une série télévisée (comédie ou drame)[réf. nécessaire].

## Vie privée
Elle a également un jeune frère du nom de Sam Pierce, qui fréquentait une école primaire à Vancouver, au Canada.
Mais il fréquente désormais North Toronto C.I à Toronto, Ontario, Canada

## Filmographie
- 2004-2006 : Darcy's Wild life
- 2007 : Debut
- 2008 : Never Cry Werewolf (Mon voisin le loup-garou)
- 2008 : Confessions d'une star (True Confession of a Hollywood Starlet)
- 2008 : House Party
- 2009 : Victoria Day[2]
- 2009 : Pure Evil
- 2009 : Les Vies rêvées d'Erica Strange
- 2010 : Republic of Doyle
- 2010 : The Long Autumn
- 2010 : Todd and the Book of Pure Evil
- 2011 : Les Enquêtes de Murdoch : Nancy Booth (saison 4 épisode 4)
- 2014 : Stage Fright de Jérôme Sable : Liv Silver
- 2014: Les Enquêtes de Murdoch : Sarah Harrison (saison 7 épisode 15)
- 2016 : Below Her Mouth d'April Mullen : Claire
- 2024 : Les Enquêtes de Murdoch : Camilla Grundy (saison 17 épisode 18)